# Owoc pozorny

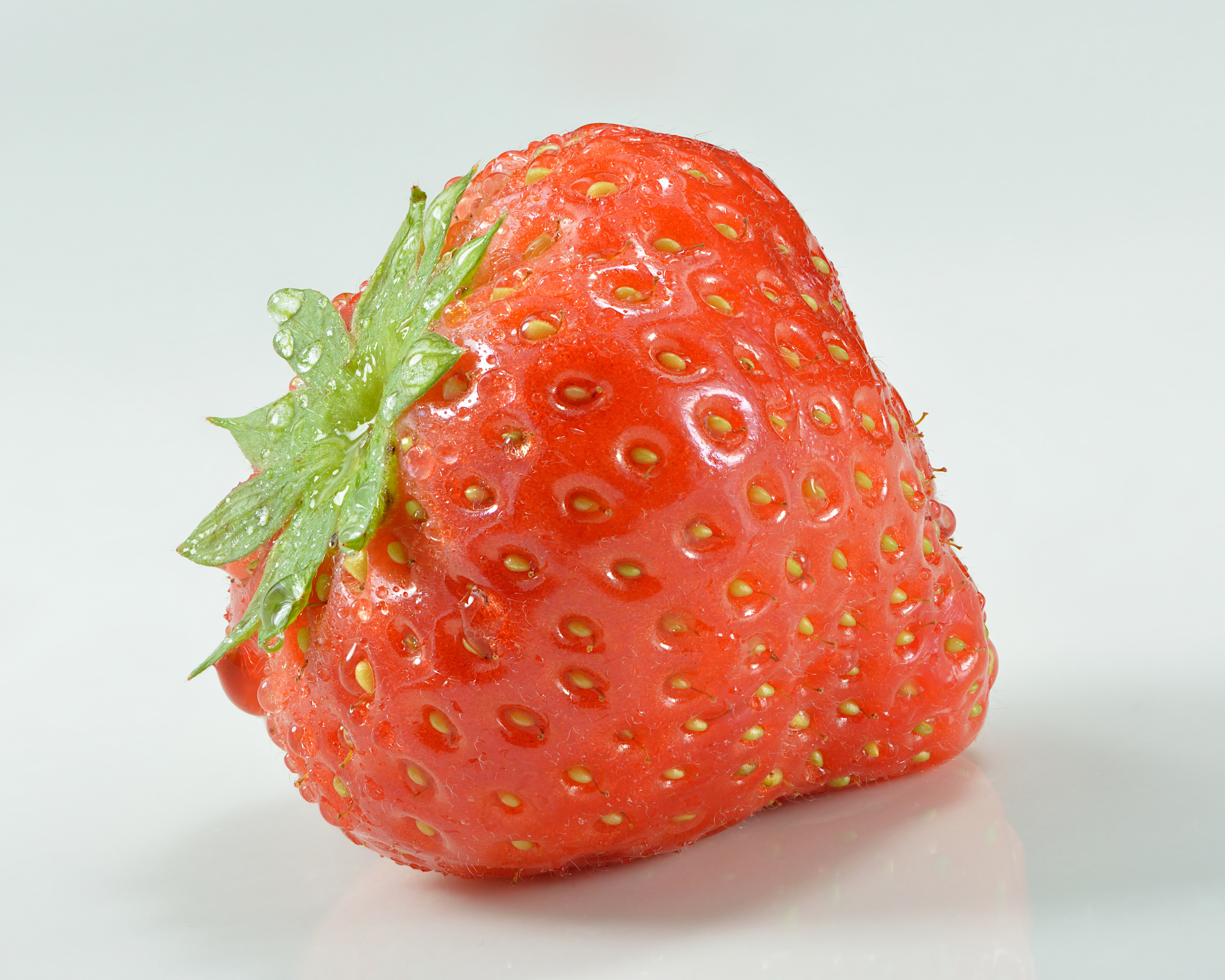
Owoc pozorny (jagoda pozorna) truskawki

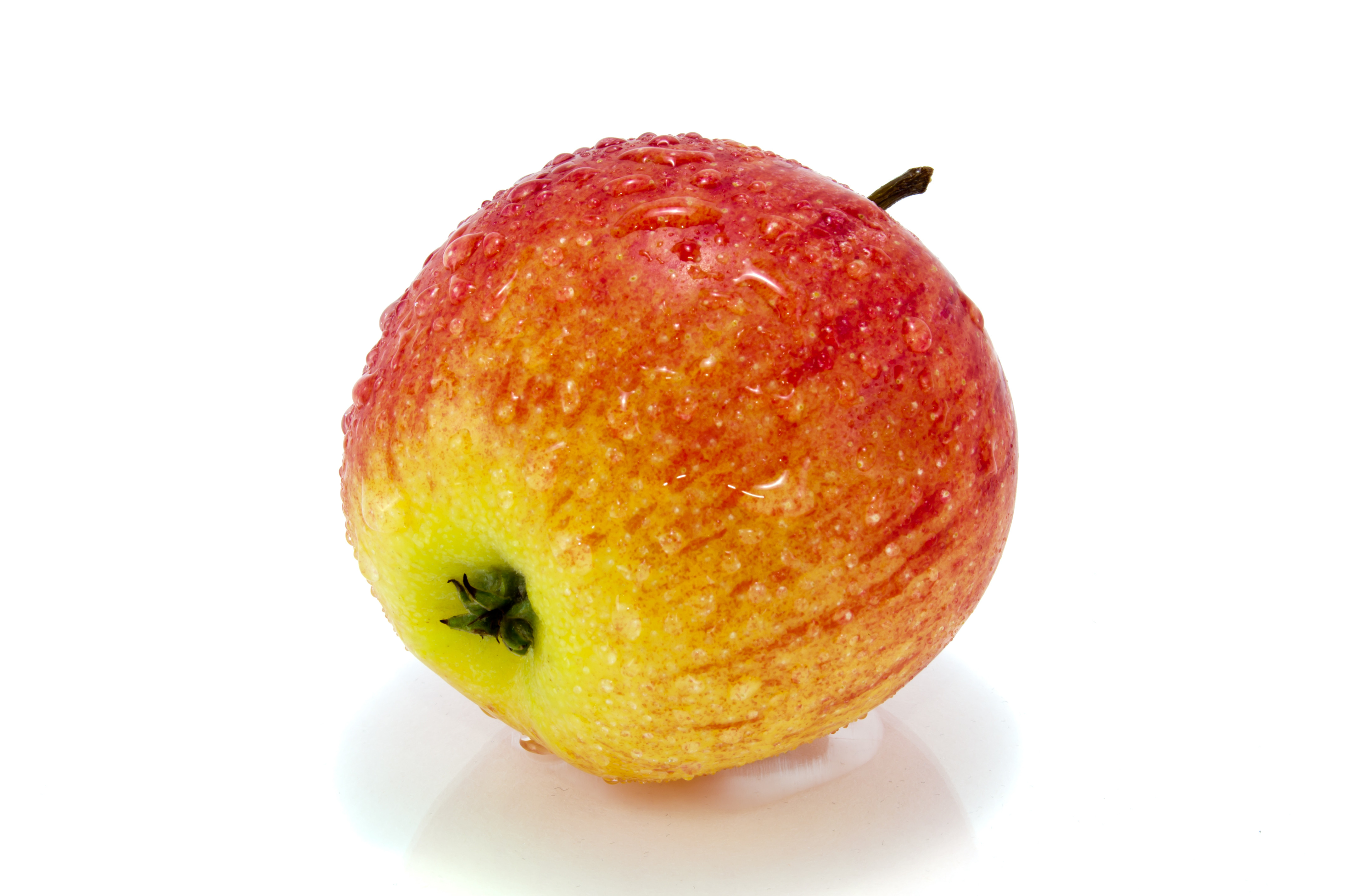
Owoc pozorny (owoc jabłkowaty) jabłoni

Owoc pozorny (rzekomy, szupinkowy, łac. pseudofructus) – organ roślin okrytonasiennych zawierający nasiona, który w odróżnieniu od owoców właściwych nie powstaje wyłącznie ze ścian zalążni słupka, lecz także innej części kwiatu. Najczęściej wykształca się z rozrośniętego mięsistego dna kwiatowego, rzadziej okwiatu lub przysadki. Jeden owoc pozorny wywodzi się z jednego wielozalążniowego kwiatu.
Owoce pozorne występują najczęściej u przedstawicieli rodziny różowatych:
- u truskawki lub poziomki jest to jagoda pozorna, wieloorzeszkowiec zawierający liczne i drobne owoce właściwe (orzeszki) osadzone na wypukłym soczystym dnie kwiatowym;
- u maliny owocem rzekomym jest wielopestkowiec powstały przez zrośnięcie się licznych drobnych pestkowców osadzonych na wspólnym, również zmięśniałym dnie kwiatowym;
- u jabłoni, gruszy i jarzębu są to owoce jabłkowate o ścianie zalążni zrośniętej ze zmięśniałym hypancjum;
- owoce pozorne wykształcają też róże: liczne owoce właściwe – orzeszki, objęte są zmięśniałym czerwonym hypancjum;
- u dębów na owoc pozorny (żołądź) składa się nasienie wraz z miseczką powstającą ze zrosłych, zdrewniałych przysadek.